# Vihren Peak
Vihren Peak är en bergstopp i Antarktis. Den ligger i Sydshetlandsöarna. Argentina, Chile och Storbritannien gör anspråk på området. Toppen på Vihren Peak är 669 meter över havet.
Terrängen runt Vihren Peak är varierad. Havet är nära Vihren Peak åt sydost. Trakten är glest befolkad. Närmaste befolkade plats är St. Kliment Ohridski Base, 16,2 kilometer väster om Vihren Peak. 